# Tranquility (ISS-Modul)
Tranquility, auch Node 3, ist nach Unity (Node 1) und Harmony (Node 2) das dritte Verbindungsmodul der Internationalen Raumstation (ISS). Es startete am 8. Februar 2010 zusammen mit dem Beobachtungsturm Cupola auf dem Shuttle-Flug STS-130 zur ISS. Dort wurde es gegenüber dem Ausstiegsmodul Quest an die linke Seite des Verbindungsmoduls Unity gekoppelt. 

## Funktion
Tranquility enthält die am höchsten entwickelten Lebenserhaltungssysteme, die jemals in den Weltraum geflogen wurden. Mit den im Modul befindlichen Systemen können unter anderem die Abwässer aufbereitet werden, die für die Besatzung und die Sauerstoffproduktion genutzt werden. Weiterhin gehören Systeme zur Wiederherstellung der Atmosphäre, zur Filterung von Fremdstoffen aus der Luft und zur Kontrolle der Zusammensetzung der Atmosphäre zu dem Modul. Ebenfalls werden die Abfall- und Hygieneabteilungen der Bordcrew montiert. Tranquility liefert schließlich auch Platz für Strom-, Daten-, Kommando-, Temperatur- und Umweltsteuerungen.
Die Maße des Moduls betragen:
Länge: 6,70 m
Durchmesser: 4,48 m
Startmasse: 15.500 kg
Nutzlastmasse: 19.000 kg

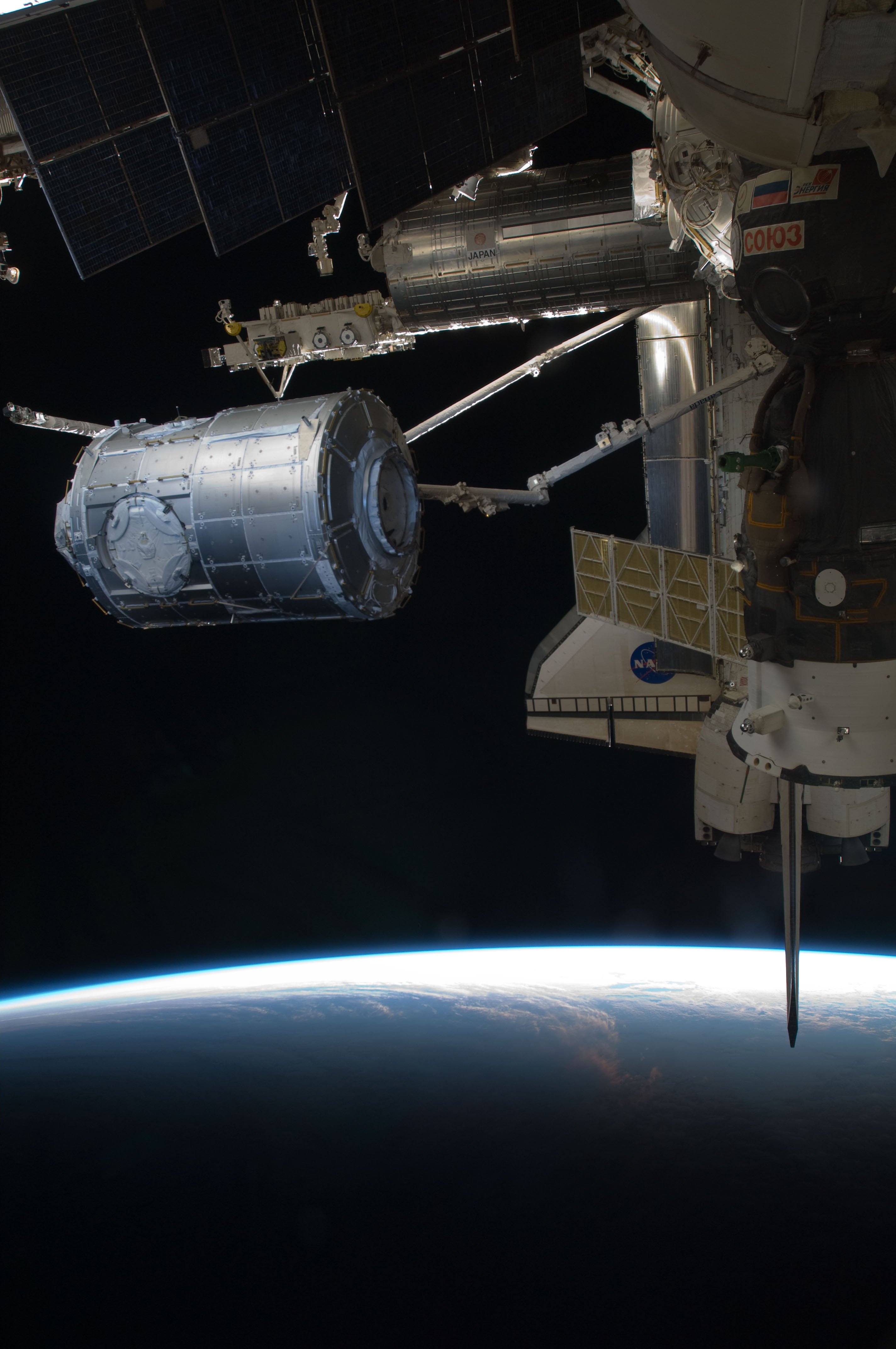
Tranquility wird an die ISS angedockt

An einem der Kopplungsstutzen des Tranquility-Moduls ist das Cupola-Modul angedockt, von dem aus der Roboterarm Canadarm von einem Astronauten gesteuert werden kann. Tranquility stellt weiterhin redundante Andockplätze für die Raumtransporter HTV, Dragon und Cygnus  bereit. Während des Einsatzes der Space Shuttles wurden hier die MPLM-Module angekoppelt.
Das Modul gehört zum amerikanischen Teil der Station und wurde von Alenia Spazio in Italien im Auftrag der Europäischen Weltraumorganisation (ESA) gebaut, die dafür im Gegenzug Transportleistungen mit dem Space Shuttle der NASA erhält. Am 16. Mai 2009 fand die offizielle Verabschiedung des Moduls in Turin statt. Tranquility erreichte schließlich am 20. Mai mit einem Airbus Beluga das Kennedy Space Center.

## Namensgebung
Die NASA ließ bis 20. März 2009 in einer Internetumfrage über den Namen des Moduls abstimmen, das damals noch als „Node 3“ bezeichnet wurde. Jeder konnte sich daran beteiligen. Am Ende bekam der Name Serenity („Heiterkeit“, „Gelassenheit“) mit 70 % die meisten Stimmen der NASA-Vorschläge, während bei den Neuvorschlägen Colbert mit 230.539 Stimmen führte, nachdem der amerikanische Komiker Stephen Colbert zur Wahl aufgerufen hatte. In absoluten Zahlen lag dieser Vorschlag damit noch ca. 40.000 Stimmen vor Serenity. Die NASA behielt sich das Recht zur abschließenden Namensgebung jedoch vor und entschied sich gegen Colbert und Serenity. Am 15. April 2009 gab die Astronautin Sunita Williams in Colberts Fernsehshow Colbert Report den Namen Tranquility („Ruhe“) als neuen Namen des Moduls bekannt. Die Entscheidung sollte das 40-jährige Jubiläum der ersten Mondlandung ehren, die im Mare Tranquillitatis stattfand. Als Begründung wurde angegeben, dass die NASA keine Systeme nach lebenden Personen benenne, das Laufband für die   Astronauten an Bord der ISS aber die Bezeichnung Combined Operational Load Bearing External Resistance Treadmill erhalte, abgekürzt COLBERT.